# Magness (Arkansas)
Magness – miasto w Stanach Zjednoczonych, w stanie Arkansas, w hrabstwie Independence.